# Jambon de Vendée
Jambon de Vendée est une marque de certification agroalimentaire identifiant un jambon en salaison séché fabriqué à partir de cuisses de porcs issus d'élevages de toutes provenances géographiques. La transformation doit s'effectuer obligatoirement selon un processus défini dans une aire délimitée comprise, au sein de la région des Pays de la Loire, dans les départements de la Vendée, de la Loire-Atlantique et de Maine-et-Loire.
Cette marque est enregistrée comme IGP en octobre 2014. 

## Présentation
Le Jambon de Vendée est un jambon sec de porc. 

## Transformation
La transformation doit répondre aux critères d'un cahier des charges géré par Vendée Qualité, un organisme de défense et de gestion.
Pour cela, le jambon est désossé, selon le principe « os coulé ». Puis il est frotté à la main avec un mélange de sel marin, d'épices (cannelle, thym, laurier, etc.) et d'eau-de-vie. Il est ensuite mis sous presse. Le séchage long étant impossible sous le climat océanique de la Vendée, les transformateurs ont développé cette méthode originale de nappage à l'eau de vie et de pressage pour raccourcir le temps de maturation. Celui-ci passe ainsi à 3 ou 4 mois au lieu des 6 à 9 mois requis pour la plupart des autres jambons crus. Pour finir, le jambon de Vendée est séché et affiné.

## Protection commerciale de dénomination
La dénomination « Jambon de Vendée » a été enregistrée parmi les Indications géographiques protégées (IGP) par le règlement de l'Union européenne publié le 8 octobre 2014. La protection associée est entrée en vigueur depuis le 29 octobre 2014. Ce dossier a été approuvé par l'Institut national de l'origine et de la qualité.

## Accord mets/vin
Ce jambon s'accorde avec un vin primeur tel que le Charentais (IGP) rouge (Charentais Ile-de-Ré, un Charentais Saint-Sornin ou un Charentais Ile-d’Oléron). D'autres vins nouveaux rouges du vignoble de la Loire sont à retenir comme ceux des Fiefs-vendéens (Pissotte), des Coteaux-du-vendômois ou des Côtes-d'auvergne (Châteaugay, Madargues ou encore Boudes)